# پیتر ویلی (خاورشناس)
پیتر ویلی (به انگلیسی: Peter Willey) (درگذشت ۲۳ آپریل ۲۰۰۹) نویسنده کتاب مشهور قلعه‌های اسماعیلیه در ایران و سوریه است. او کتاب‌هایی شامل قلعه حشاشین (۱۹۶۳) نوشته است. او در نوشته مدخل آثار تاریخی اسماعیلی با دانشنامه ایرانیکا همکاری کرده‌است.. او بهترین منبع برای شناخت قلعه‌های دست نیافتنی اسماعیلیان در ایران و سوریه است که در مقاله‌ها و کتاب‌‌هایش منتشر کرده‌است